# Hofanlage Ströher Straße 7
Die Hofanlage Ströher Straße 7 in der niedersächsischen Gemeinde Hambergen-Ströhe wurde im ersten Drittel des 19. Jahrhunderts gebaut. Aktuell (2025) wird sie zum Wohnen und gewerblich genutzt.
Die Gebäude stehen unter Denkmalschutz (siehe auch Liste der Baudenkmale in Hambergen).

## Geschichte und Beschreibung
Hambergen wurde  als kleines Gut Ambergen im Besitz des Erzbischofs von Bremen erstmals 1056 erwähnt.
Die Hofanlage besteht aus
- dem eingeschossigen giebelständigen Wohn- und Wirtschaftsgebäude von 1821 (Inschrift) als Zweiständer-Hallenhaus in Fachwerk mit Steinausfachungen, mit reetgedecktem Krüppelwalmdach, Uhlenloch und Grooter Door mit Korbbogen, eine Traufseite wurde massiv in Backstein ersetzt,[2]
- der giebelständigen kleinen Scheune in Fachwerk vom 19. Jahrhundert, mit reetgedecktem Walmdach und Quereinfahrt sowie Massivanbau nach Nordwesten.[3]

Das Landesdenkmalamt befand u. a.: „… ortsgeschichtlicher, gebäudetypischer, orts- und anlagenbildprägender Zeugniswert …“